# Clambus gibbulus
Clambus gibbulus là một loài bọ cánh cứng trong họ Clambidae. Loài này được Leconte miêu tả khoa học đầu tiên năm 1850.